# ASC Brandenburg
Der ASC Brandenburg 03 e.V. ist ein Sportverein mit den Abteilungen Schwimmen, Wasserball, Ropeskipping und Dart in der Stadt Brandenburg an der Havel.
Der Verein wurde im Jahr 2003 gegründet. Die Adresse der Geschäftsstelle ist Fischerstraße 13, zentral in unmittelbarer Nähe der Havel. Trainings- und Wettkampfstätte des Vereins ist das Hallen- und Freibad Marienbad Brandenburg. Es werden Freizeit-, Gesundheits-, Breiten- und Leistungssport betrieben. Die erste Herren-Mannschaft der Wasserballer spielte in der Deutschen Wasserball-Liga und belegte in der Saison 2009/2010 nach Ende der Hauptrunde Platz 15. Im Jahr 2019 nahmen 11 Ropeskipper des „Brandenburger Rope Teams“ vom ASC BRB 03 e.V. an der in Oslo stattfindenden Weltmeisterschaft World Jump Rope Championship teil, wobei das Team in einer Disziplin Bronze gewann.